# Battlestar Galactica
Battlestar Galactica es una franquicia de medios de ciencia ficción de Estados Unidos. La franquicia está basada originalmente en una serie de televisión emitida por primera vez en 1978 y ha producido nuevas series de televisión, telefilmes, novelas, videojuegos etc.
La versión de 1978 fue, en su tiempo, la serie de televisión con mayor presupuesto de la historia. La segunda serie (iniciada en 2004) comenzó con una miniserie de dos capítulos a modo de episodio piloto en 2003, aunque la serie en sí misma comenzó, argumentalmente, tras el final de la miniserie piloto.

## Argumento común
En ambas series la base argumental es que en algún lugar distante del universo existe una civilización humana que vive en unos planetas llamados Las doce colonias de Kobol, las cuales permanecen en un débil armisticio con una raza de robots llamados Cylon, quienes, con ayuda del científico humano llamado Gaius Baltar (Conde Baltar en la serie original; Doctor Gaius Baltar en la nueva versión), lanzan un ataque nuclear imprevisto y coordinado, devastando los planetas y exterminando sus poblaciones.
Todo lo que queda de la humanidad es una nave de combate, la Battlestar "Galactica", que fue capaz de resistir el ataque (la explicación en la serie de 1978 es que se pone en alerta roja y lanza su ataque justo a tiempo, a diferencia del resto de las Battlestar que reaccionan tarde; y en la serie de 2003 se debe a que sus sistemas informáticos eran anticuados, siendo una nave de guerra a punto de ser retirada del servicio militar para convertirse en museo), junto con un grupo de naves espaciales civiles (cargueros, de pasajeros, cruceros recreativos espaciales, etc) que se encontraban en vuelo durante el ataque o despegaron durante este.
Galactica reúne a dichas naves en un convoy que es todo lo que queda de las colonias y trata de sobrevivir a los sucesivos ataques Cylon y las traiciones de Baltar, mientras buscan la salvación en la legendaria decimotercera colonia cuya ubicación es desconocida: la Tierra.

## Primera serie

### Ambientación
Los nombres utilizados en la serie tienen reminiscencias griegas (la nave "Pegasus", la piloto "Atenea"), pero la ambientación general de la serie tiene una estética egipcia (por ejemplo, los cascos de los pilotos recuerdan el tocado (nemes) característico de los faraones). Por otro lado, cada capítulo tiene un argumento propio, muchas veces autónomo respecto al arco argumental de la serie. En particular, se considera que los episodios dobles se centran en los arcos argumentales principales de la serie, con ambientaciones cuidadas y relativamente homogéneas, y los episodios aislados ejercen de relleno.

### Línea argumental
El expansivo Imperio Cylon, una civilización de robots originalmente fabricados por una raza de reptiles a la que sustituyeron, decide acabar con la Humanidad, para lo que consigue la traición de un humano, el Conde Baltar, y lanza un ataque furtivo sobre las doce colonias de Kobol, los doce planetas habitados por humanos, al mismo tiempo que proponen un acuerdo de paz. 
El ataque destruye por completo los planetas y la civilización humana, de la que solamente sobreviven algunas personas que despegan durante el ataque, logran escapar tras el ataque o se encontraban en el espacio en el momento del ataque inicial. La flota militar humana es completamente destruida, salvo una nave de combate especialmente blindada, la Battlestar Galactica, al mando del Comandante Adama (Lorne Greene). Una treta de los principales protagonistas, los pilotos Apolo (Richard Hatch) y Starbuck (Dirk Benedict), consigue la autodestrucción de la nave base Cylon y la muerte de su emperador cuando la nave viaja detrás de un planeta. 
El nuevo emperador Cylon, es un robot más inteligente, le llevan al Conde Baltar para ejecutarlo a pesar de que traiciona a la raza humana, dado que fue programado tras la victoria y no considera la humanidad que huye por el espacio como un enemigo peligroso, le perdona la vida y envía al exilio. A partir de aquí se suceden los restantes capítulos en los que la Galactica, guiada por Adama, y sus pilotos, bajo el mando del capitán Apolo (Richard Hatch), cruzan la galaxia encontrando olvidadas colonias humanas, razas humanoides y otras aventuras. Al final del último episodio la nave recibe, pero nadie se da cuenta, la emisión de televisión de la llegada del hombre a la Luna en 1969.

### Juicio con 20th Century Fox
20th Century Fox (estudios productores de Star Wars) denunció a Universal Studios (estudios productores de Battlestar Galactica) por robo de ideas, arguyendo que robaron 34 ideas distintas de Star Wars[cita requerida]. Universal rápidamente presentó también una denuncia, alegando que Star Wars previamente había robado ideas de la película Silent Running (1972) y de la serie Buck Rogers de los años 40. El juicio fue sobreseído en 1980.

## Fin de la primera serie y película
La primera serie dio lugar a una segunda temporada (comúnmente llamada "Galactica 1980") de bajo presupuesto que tuvo 10 capítulos y es considerada de baja calidad por muchos seguidores. Los tres primeros capítulos de la primera serie, con ligerísimas modificaciones, se emitieron como una película bajo el nombre Galactica en 1980.

## Galactica: The second coming
Richard Hatch ("Apolo"), tras su paso por Battlestar Galactica, llegó a escribir siete novelas sobre el universo imaginario en que se ambientaba la primera temporada de la serie, la última en 1997. Posteriormente, en 1999 dirigió un trailer promocional de 4 minutos y medio con factura profesional, Galactica: The Second Coming, con el objetivo de relanzar definitivamente la serie. Si bien no tuvo el éxito esperado, otro estudio compró la idea para hacer un "remake", que se convertiría en Battlestar Galactica (Reimagined Series).
Como honor especial, a Richard Hatch se le dio el papel de Tom Zarek, un secundario recurrente, con una importancia fundamental en determinados episodios. Pero no sin antes haber pasado por una etapa de acritud hacia los nuevos productores por hacer una revisita de la serie en vez de una continuación, acritud que finalizó cuando Roland Moore (el nuevo productor), invitado en una fiesta temática de Hatch con motivo del vigésimo quinto aniversario de la serie original, salió airoso de las preguntas que le hizo una audiencia francamente hostil.
Curiosamente, la mayor parte de las apariciones de Richard Hatch en la nueva serie son en directa confrontación verbal e ideológica con el capitán Apolo (Jamie Bamber), su papel original.

## Segunda serie

### Ambientación
Battlestar Galactica (Reimaginada) prescinde de la imaginería egipcia de la primera serie, centrándose únicamente en nombres basados en la mitología griega. Por otro lado, se mantienen detalles que hacen las delicias de los aficionados como el estilo de los cazas Viper (de hecho, los cazas llamados Viper Mark II son los de la serie original, y aunque los pilotos los consideran anticuados, funcionan), las hojas recortadas por las esquinas y el juego de la pirámide. También se ve un Cylon de cuatro décadas de antigüedad: un maniquí de la serie original. Por el contrario, se prescinde por completo de cualquier tipo de raza no humana, y los Cylon son aquí una raza de robots fabricados por los humanos y que luego se rebelaron. Adicionalmente, la segunda serie repite muchos de los capítulos de la primera, para alegría de los aficionados, e incluso arcos argumentales completos muy interesantes, como el llamado "Flecha de Apolo". La estética interior de la nave huye de la ambientación futurista de la primera serie para convertirse en un lugar claustrofóbico, inspirado en un submarino, más propio para guiones sobre el ser humano que sobre la exploración del Universo.

### Línea argumental
Cuarenta años después de la Primera Guerra Cylon, en la que los robots se rebelaron contra sus creadores, no se ha vuelto a saber de ellos. Sin aviso de ningún tipo, a la vez que se llevaba a cabo la ceremonia de retirada del servicio de la última Battlestar de aquella guerra, Galactica, al mando del Comandante Adama (Edward James Olmos), los Cylon lanzan un ataque nuclear que destruye a prácticamente toda la especie humana, en los doce planetas conocidos como las Doce Colonias de Kobol. El número total de supervivientes se puede cifrar en alrededor de cien mil: unos pocos (muy pocos) en los planetas, que se encontraban lejos de las ciudades, y los que se encontraban en naves civiles en el espacio. El ataque fue posible por la traición del Doctor Baltar (James Callis), que dio acceso a los ordenadores de Defensa (y a sus redes informáticas) a una mujer muy bella (Tricia Helfer) a cambio de favores sexuales, resultando ella una Cylon, dado que durante los cuarenta años sin contacto los Cylon han evolucionado sus modelos hasta hacer androides indistinguibles de los seres humanos. Galactica, debido precisamente a su vejez y a la obstinación del Comandante Adama, no contaba con sistemas informáticos integrados, lo que le permitió no sufrir el virus con el que los Cylon eliminaron todas las defensas coloniales (humanas) antes del bombardeo nuclear. A bordo se encontraba para la ceremonia una representante del Gobierno, la secretaria de Educación Laura Roslin (Mary McDonnell), a la sazón la única superviviente del gobierno, que es por ello nombrada Presidente de las Colonias cuando el presidente y todos los demás representantes han muerto. Mientras el comandante Adama quiere utilizar la Galactica hasta el fin para luchar sin esperanza contra los Cylon, la presidenta Roslin le convence de que deben salvar a todos los supervivientes posibles de las naves que se encontraran en vuelo y huir, con el objetivo de que la Humanidad sobreviva. Tras abandonar a su suerte a las naves que no podían ir a velocidades hiperespaciales, unos cincuenta mil supervivientes se dirigen en varias naves a zonas inexploradas de la Galaxia. Durante los primeros episodios el comandante Adama descubrirá que los Cylon tienen forma humana, y pueden ser cualquiera. Si bien se intenta mantener en secreto esta información para evitar histeria colectiva en la flota, al poco tiempo se hace pública.
Las dos primeras temporadas fueron emitidas en España por Calle 13, y posteriormente por el canal Sci Fi España. Actualmente están a la venta los DVD de las 4 temporadas de la serie original y de la miniserie de 2003. Adicionalmente, debido al éxito obtenido en la emisión de esta serie, la cadena privada de televisión por cable TNT adquirió la franquicia y la emite para toda América.
Aparte de los episodios regulares se han filmado diversos miniepisodios para rellenar huecos entre las temporadas 2 y 3, difundidos por la web y por ello llamados webisodios, y un largometraje titulado Razor en que se muestra el origen de la línea argumental relativa a la nave Pegasus. De este largometraje se lanzaron otros 7 webisodios, la mayor parte de ellos incluidos posteriormente en la versión extendida para DVD. Estos webisodios mostraban al futuro almirante Adama cuando era un joven piloto durante una misión en la primera guerra contra los Cylon. 
Se ha emitido una segunda película con el nombre de "The Plan" que relata los acontecimientos de los sucesos ocurridos durante el episodio piloto y diversos momentos de la primera y segunda temporadas de la serie, pero esta vez desde el punto de vista Cylon.
Como precuela de la historia se comenzó a rodar una serie precuela llamada Caprica, que relata la creación de los Cylon desde el punto de vista de dos familias que viven en el planeta más importante de las doce colonias y que da nombre a la serie. La serie empezó su emisión el 22 de enero de 2010, y tras la emisión de su primera temporada, fue cancelada.

### Comparación
En la segunda serie, pese a ser considerablemente superior a su antecesora en guion y factura, ha habido grandes controversias entre los aficionados debido a los grandes giros argumentales y los cambios o feminización en varios personajes, particularmente uno de los más importantes y carismáticos en ambas series: el piloto Starbuck (de Dirk Benedict a Katee Sackhoff).
En el aspecto puramente argumental, existen tres cambios mayores en la segunda serie:
1. Los Cylon son creaciones humanas, no una civilización alienígena. Por tanto se plantea el debate moral sobre una guerra que pasa de ser de exterminio/conquista a una campaña de liberación/castigo.
2. Los Cylon se ven a sí mismos como formas de vida inteligentes, con civilización, creencia y cultura particulares (incluso con su propia religión). Por otro lado, como puede verse a lo largo de la serie, las implicaciones éticas de ataques suicidas, torturas y crímenes de guerra no son sólo atribuibles a los enemigos de la raza humana sino también a la humanidad.
3. La figura del traidor (Conde Baltar / Gaius Baltar) se convierte en un elemento controvertido, ya que él mismo no es plenamente consciente de haber sido el causante de la destrucción de la humanidad, busca excusas para justificar su actuación, llega a ser elegido Presidente e incluso en la última temporada encuentra partidarios que lo veneran como a un profeta. La inclusión de otro personaje con puntos de vista calificados de radicales y populistas, el terrorista reconvertido en político Tom Zarek (interpretado por Richard Hatch, que fue Apolo en la serie original y es el único actor que ha participado en ambas versiones), introduce otro factor de tensión en la vida civil de los supervivientes.

## Juego de mesa
La franquicia también ha dado lugar a un juego de mesa propio.